# Adam Chmara
Adam Michał Chmara herbu Krzywda (ur. 22 grudnia 1720, zm. 9 czerwca 1805) – wojewoda miński (1784–1793), kasztelan miński (1779), instygator litewski (1765), wiceinstygator litewski (1760), podczaszy miński (1756), sekretarz pieczęci mniejszej litewskiej (1752–1760), łowczy miński (1748), kawaler Orderu Orła Białego, członek Rady Nieustającej, marszałek Trybunału Głównego Wielkiego Księstwa Litewskiego, członek konfederacji targowickiej, delegowany przez nią w 1792 roku jako asesor do sądu ultimae instantiae.

## Życiorys
Poseł na sejm nadzwyczajny  1761 roku z województwa mińskiego. Był członkiem konfederacji generalnej Wielkiego Księstwa Litewskiego w 1764. Poseł na sejm 1766 roku z powiatu starodubowskiego. Był członkiem konfederacji Sejmu Czteroletniego. W 1791 roku wybrany z Senatu na asesora Asesorii Wielkiego Księstwa Litewskiego. 
Figurował na liście posłów i senatorów posła rosyjskiego Jakowa Bułhakowa w 1792, która zawierała zestawienie osób, na które Rosjanie mogą liczyć przy rekonfederacji i obaleniu dzieła 3 maja.
Był znany z oszałamiającej kariery, którą jako osoba pochodząca z niezamożnej rodziny, zrobił w czasach panowania króla Stanisława Augusta oraz ze swojej działalności społecznej. Zredagował Instruktaż dla Ekonomów, w którym zwracał uwagę na to, by nie dokonywać nadużyć wobec chłopów. W miejscowości Dubrowy wojewoda Adam Chmara wybudował pałac, w którym umieścił wspaniałą kolekcję starej broni i bibliotekę, oraz kościół, w którym go pochowano. Do dzisiaj zachowały się tylko niewielkie ruiny kościoła.

## Literatura dodatkowa
- Henryk Mościcki: Chmara Adam. W: Polski Słownik Biograficzny. T. 3: Brożek Jan – Chwalczewski Franciszek. Kraków: Polska Akademia Umiejętności – Skład Główny w Księgarniach Gebethnera i Wolffa, 1937, s. 315–316. Reprint: Zakład Narodowy im. Ossolińskich, Kraków 1989, ISBN 83-04-03291-0